# Девятков, Николай Дмитриевич
Никола́й Дми́триевич Девя́тков (29 марта [11 апреля] 1907 год, Вологда — 1 февраля 2001, Москва) — советский и российский учёный и организатор науки в области военной и медицинской электроники. Специалист в области разработки газоразрядных и сверхвысокочастотных приборов.
Академик АН СССР (с 1968 года; член-корреспондент с 1953), профессор МФТИ. Автор более 250 научных трудов и изобретений.

## Биография
Отец, купец Дмитрий Кириллович Девятков, владел каретной мастерской, умер в 1918 году. Мать — Лидия Ивановна. Брат — Дмитрий, был поручителем на свадьбе Сергея Есенина и Зинаиды Райх.
В 1915 году Николай поступил в подготовительный класс Вологодского реального училища, в 1918 году преобразованного в Единую Трудовую Школу. В 1925 году начал работать практикантом в рентгеновском отделе Физико-технического института (ФизТех) в Ленинграде. В 1928 году поступил на электромеханический факультет Ленинградского политехнического института (ЛПИ). Учёбу совмещал с работой в ФизТехе. В 1931 году окончил ЛПИ по специальности «Техника высоких напряжений». Продолжил работу в выделившемся из ФизТеха Ленинградском электрофизическом институте, затем — в НИИ-9 у М. А. Бонч-Бруевича.
В годы Великой Отечественной войны, с 1944 по 1945 год, читал лекции студентам Московского энергетического института по курсу «Специальные электровакуумные приборы».
Н. Д. Девятков 54 года проработал в Научно-производственном объединении «Исток» во Фрязино Московской области, головном советском (ныне российском) предприятии СВЧ электроники, в том числе 39 лет — заместителем директора по научной работе. Занимался разработкой сверхвысокочастотных приборов, используемых при создании образцов вооружений и военной техники.
Н. Д. Девятков (совместно с Е. Н. Данильцевым) изобрёл отражательный клистрон (1939).
Н. Д. Девятковым организовано издание научно-технического сборника Электронная техника. Серия 1 «СВЧ-техника», редакционную коллегию которого он возглавлял с начала его выпуска в 1950 году до своей смерти. Был главным редактором журнала «Радиотехника и электроника».
Н. Д. Девятков не состоял в КПСС.
Похоронен в Москве на Востряковском кладбище.

## Основоположник медицинской электроники
И хотя главные работы Н. Д. Девяткова были направлены на повышение обороноспособности страны, он также внёс заметный вклад в развитие медицинского приборостроения.

### КВЧ-терапия
Н. Д. Девятковым с коллегами были разработаны теоретические основы «КВЧ-терапии». В середине 1980-х годов под руководством Н. Д. Девяткова и М. Б. Голанта в НПО «Исток» (г. Фрязино Московской области) был разработан первый аппарат для КВЧ-терапии «Явь-1». Комитетом по новой медицинской технике Минздрава СССР «Явь-1» была рекомендована к промышленному выпуску (1987 год) и включена в Государственный реестр медицинских изделий. В конце 1980-х годов в НПО «Исток» было налажено серийное производство этих аппаратов. «Явь-1» также серийно выпускалась в Производственном объединении «Старт», г. Пенза (с 1989 года). В настоящее время на предприятии «Исток» выпуск «Явь-1» прекращён.

### СВЧ-гипертермия
Н. Д. Девятковым, совместно с Э. А. Гельвичем, В. Н. Мазохиным и др. разработаны теоретические основы и созданы аппараты СВЧ-гипертермии, выполняющие локальную электромагнитную гипертермию злокачественных новообразований. В настоящее время данное направление активно развивается и теоретические наработки Н. Д. Девяткова и его коллег воплощены в выпускаемые ныне во ФГУП «НПП Исток» установки:
- «Яхта-4М» для локальной электромагнитной гипертермии злокачественных новообразований и заболеваний предстательной железы;
- «Яхта-5» для общей и региональной электромагнитной гипертермии злокачественных новообразований[9].

### Внутриполостные pH-метрия и манометрия
В 1969—1970 годах Н. Д. Девятковым с сотрудниками впервые в мире был создан промышленный образец pH-зонда, позволяющего определять кислотность в двух отделах желудка, и аппаратура для регистрации pH. Также были созданы оригинальные модификации pH-зондов с тремя, четырьмя и пятью электродами, интраоперационные, эндоскопические, детские pH-зонды для различных возрастных групп, для стоматологии и гинекологии, а также оборудование, записывающее показания pH с многоэлектродных pH-зондов на самопишушем приборе. При непосредственном участии Н. Д. Девяткова в НПО «Исток» были организованы серийные производства первых в СССР pH-зондов и ацидогастрометров для внутрижелудочной pH-метрии. С 1974 года стал применяться метод комплексного исследования функционального состояния желудка и двенадцатиперстной кишки, предусматривающий одновременное измерение давления и кислотности в различных отделах желудочно-кишечного тракта и называемый в тот период иономанометрией. Под руководством Н. Д. Девяткова был изготовлен зонд, включающий четыре pH датчика и четыре полиэтиленовых манометрических катетера.

### Другие направления
Н. Д. Девятковым и его сотрудниками выполнен ряд пионерских работ в области медицинского тепловидения, были разработаны лазерные терапевтические и хирургические установки, электроды для эндовазальной коагуляции вен, ксеноновые облучатели «Яхонт» для лечения оториноларингологических, стоматологических и гинекологических заболеваний и другие.

## Награды
Указом Президиума Верховного Совета СССР от 13 марта 1969 года «за большие заслуги в развитии советской науки» Н. Д. Девяткову присвоено звание Героя Социалистического Труда. Он также награждён орденом «За заслуги перед Отечеством» IV степени (1997), двумя орденами Ленина, двумя орденами Трудового Красного Знамени, орденом Октябрьской Революции и орденом Красной Звезды (1944), а также медалями.
Н. Д. Девятков — лауреат Сталинской (1949) и Ленинской премий (1965). В 2000 году творческому коллективу, возглавляемого Н. Д. Девятковым, «За разработку и внедрение аппаратуры для лечения и функциональной диагностики с использованием низкоинтенсивных электромагнитных колебаний в миллиметровом диапазоне длин волн» была присуждена Государственная премия Российской Федерации.
За серию работ «Выдающиеся научные работы и изобретения в области радиоэлектроники» Н. Д. Девятков в 1986 году награждён Золотой медалью имени А. С. Попова.

## Память
В 2007 году в городе Фрязино (ул. Вокзальная, д. 19), на доме где жил учёный, установлена мемориальная доска.

## Семья
- Супруга Зоя Васильевна
- сын Михаил Николаевич Девятков (21.12.1935—16.04.1984) — д.ф.м.н., проф. физического факультета МГУ[17].